# Ebosia
Ebosia és un gènere de peixos pertanyent a la família dels escorpènids.

## Taxonomia
- Ebosia bleekeri (Döderlein, 1884)[1]
- Ebosia falcata (Eschmeyer & Rama-Rao, 1977)[2][3][4][5][6]